# Pellemyrtjärnen
Pellemyrtjärnen är en sjö i Åsele kommun i Lappland och ingår i Ångermanälvens huvudavrinningsområde. Sjöns area är 0,0477 kvadratkilometer och den befinner sig 315,3 meter över havet.

## Delavrinningsområde
Pellemyrtjärnen ingår i det delavrinningsområde (710653-157888) som SMHI kallar för Inloppet i Vispsjön. Medelhöjden är 329 meter över havet och ytan är 14,31 kvadratkilometer. Räknas de 23 avrinningsområdena uppströms in blir den ackumulerade arean 186,49 kvadratkilometer. Noreån som avvattnar avrinningsområdet har biflödesordning 2, vilket innebär att vattnet flödar genom totalt 2 vattendrag innan det når havet efter 192 kilometer. Avrinningsområdet består mestadels av skog (77 procent) och sankmarker (16 procent). Avrinningsområdet har 0,64 kvadratkilometer vattenytor vilket ger det en sjöprocent på 4,5 procent.